# Bieberbachsche Sätze
Die Bieberbachschen Sätze zeigen in der Kristallographie, dass es in jeder Dimension nur eine endliche Anzahl von Raumgruppen gibt. Ludwig Bieberbach löste damit 1910 das 18. der 23 mathematischen Probleme von David Hilbert.

## Kristallographische Gruppen
Die Isometriegruppe {\displaystyle Isom(\mathbb {R} ^{n})} des {\displaystyle n}-dimensionalen euklidischen Raumes {\displaystyle \mathbb {R} ^{n}}  ist die Gruppe
{\displaystyle Isom(\mathbb {R} ^{n})=O(n)\ltimes \mathbb {R} ^{n}},
wobei {\displaystyle O(n)} die orthogonale Gruppe, bestehend aus Spiegelungen und Drehungen um den Nullpunkt, ist und {\displaystyle \mathbb {R} ^{n}} als Gruppe der Verschiebungen des {\displaystyle \mathbb {R} ^{n}} aufgefasst wird.
Eine kristallographische Gruppe vom Rang {\displaystyle n} ist eine diskrete und kokompakte Untergruppe
{\displaystyle \Gamma \subset Isom(\mathbb {R} ^{n})}.
Dabei bedeutet Kokompaktheit, dass die Gruppe einen kompakten Fundamentalbereich hat.

## Sätze
1. Wenn {\displaystyle \Gamma } eine kristallographische Gruppe vom Rang {\displaystyle n} ist, dann ist die Menge aller Verschiebungen in {\displaystyle \Gamma } eine maximale abelsche Untergruppe von endlichem Index.
2. Es gibt nur eine endliche Anzahl von Isomorphieklassen kristallographischer Gruppen vom Rang {\displaystyle n}.
3. Zwei kristallographische Gruppen {\displaystyle \Gamma _{1},\Gamma _{2}} sind dann und nur dann isomorph, wenn sie innerhalb der Gruppe der affinen Transformationen {\displaystyle A(n):=GL(n,\mathbb {R} )\ltimes \mathbb {R} ^{n}} konjugiert sind, d. h. wenn es ein {\displaystyle A\in A(n)} mit {\displaystyle A\Gamma _{1}A^{-1}=\Gamma _{2}} gibt.

## Satz von Zassenhaus
Der 1. Bieberbachsche Satz hat auch eine Umkehrung, mit der kristallographische Gruppen abstrakt innerhalb der Gruppentheorie charakterisiert werden können. Sie wurde 1947 von Zassenhaus bewiesen.
Satz: Eine Gruppe {\displaystyle \Gamma } ist genau dann eine kristallographische Gruppe vom Rang {\displaystyle n}, wenn sie eine normale maximale abelsche Untergruppe {\displaystyle \mathbb {Z} ^{n}} von endlichem Index hat.